# North Dum Dum

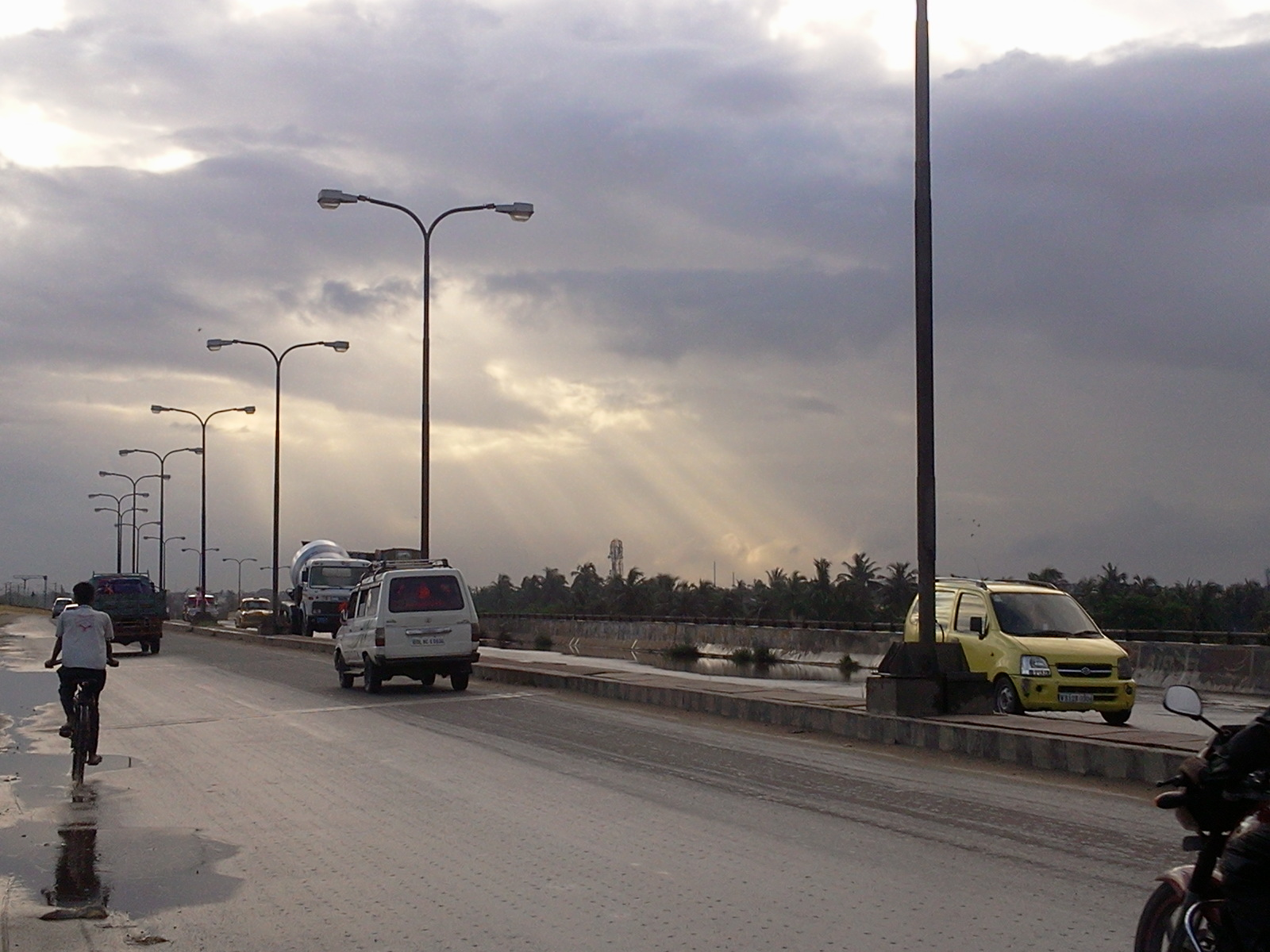
Nord Dumdum, Kolkata, West Bengal, Indien

North Dum Dum (bengalisch উত্তর দমদম) ist eine Stadt im indischen Bundesstaat Westbengalen mit rund 250.000 Einwohnern (Volkszählung 2011). Sie liegt im Distrikt Uttar 24 Pargana und ist Teil der Agglomeration Kolkata. Sie liegt nördlich der Innenstadt von Kolkata und grenzt an die Gemeinden South Dum Dum und Dum Dum.

## Geschichte
Die Gemeinde North Dum Dum wurde 1870 gegründet. Der Name leitet sich von einer Waffenkammer der Briten ab mit dem Namen Dum Dum Arsenal.
Die Stadt erlebte ein starkes Bevölkerungswachstum, als sie bei der Teilung Indiens 1947 von einer Flüchtlingswelle aus dem damaligen Ostpakistan überrollt wurde.

## Demografie
Offizielle Bevölkerungsstatistiken werden erst seit 1991 geführt und regelmäßig veröffentlicht; für North Dum Dum gibt es jedoch auch älteres Zahlenmaterial. Der starke Anstieg der städtischen Bevölkerungszahlen beruht im Wesentlichen auf der Zuwanderung von Familien aus ländlichen Regionen.
| Jahr      | 1901  | 1951   | 1981   | 1991    | 2001    | 2011    |
| Einwohner | 9.916 | 12.156 | 96.418 | 149.965 | 220.042 | 249.142 |

Die Einwohnerzahl der Stadt liegt laut der Volkszählung von 2011 bei 249.142. North Dum Dum hat ein Geschlechterverhältnis von 973 Frauen pro 1000 Männer und damit einen für Indien üblichen Männerüberschuss. Die Alphabetisierungsrate lag bei 91,0 % im Jahr 2011. Knapp 93,1 % der Bevölkerung sind Hindus, ca. 6,3 % sind Muslime, je ca. 0,1 % sind Christen und Sikhs, ca. 0,1 % sind Buddhisten und ca. 0,1 % gehören anderen oder keiner Religionen an. 7,4 % der Bevölkerung sind Kinder unter sechs Jahren.

## Infrastruktur
Die Metro Kolkata wird derzeit (2019) auf das Gebiet der Stadt erweitert.